# Luc Recordon
Pour les articles homonymes, voir Recordon.
Luc Recordon, né le 20 septembre 1955 à Pully (originaire de Pont-en-Ogoz), est un avocat et une personnalité politique suisse, membre des Verts. Il est député du canton de Vaud au Conseil national de 2003 à 2007 et au Conseil des États de 2007 à 2015.

## Biographie
Atteint du syndrome de Holt-Oram, une maladie génétique invalidante, Luc Recordon naît pratiquement sans tibia ni péroné, ce qui le contraint à subir une trentaine d'opérations avant ses 18 ans et à vivre avec deux prothèses. Il est fils unique et son père, élevé à Château-d'Œx, était professeur à l'EPFL. Sa mère venait de Rougemont et l'une de ses grand-mères était Anglaise.

### Formation
Après une maturité latin-mathématique-anglais au gymnase du Belvédère à Lausanne, Luc Recordon étudie la physique à l'École polytechnique fédérale de Lausanne et le droit à l'Université de Lausanne. Il est titulaire d'un diplôme d'ingénieur-physicien, d'une licence et d'un doctorat en droit. Outre son brevet d'avocat, décerné par le canton de Vaud, il possède un certificat de gestion d'entreprise de l'EPFL[réf. nécessaire].

### Parcours professionnel
Après avoir œuvré comme juriste auprès de l'Office fédéral de l'aménagement du territoire en 1979 et en 1980, Luc Recordon travaille comme ingénieur technico-commercial et comme conseiller juridique et technique indépendant, puis comme secrétaire-juriste auprès de l'Association suisse pour l'aménagement national (ASPAN). En 1987, il entreprend un stage d'avocat, au terme duquel il est admis au Barreau en 1989. Suivront plusieurs mois de pratique dans une grande étude de Bruxelles, et l'ouverture de sa propre étude à Lausanne en 1990. Luc Recordon se consacre en particulier au droit des contrats, au droit commercial, au droit des constructions et au droit de l'environnement. Il exerce plusieurs mandats d'administrateur dans des sociétés commerciales. En 2002, il devient membre du Conseil d'administration de la Banque cantonale vaudoise et, en 2004, membre du Conseil de fondation d'IPT (Intégration pour tous)[réf. nécessaire].

### Carrière politique
Membre de l'Alternative socialiste verte, Luc Recordon est élu en 1975 au législatif de sa commune à Jouxtens-Mézery, puis en 1989, à l'exécutif, où il siège jusqu'en 2021,. Il entre en mars 1990 au Grand Conseil du canton de Vaud, où il siège jusqu'en 2003. Luc Recordon a coprésidé les Verts vaudois de 1997 à 2001. Il a été membre de l'Assemblée constituante du canton de Vaud de 1999 à 2002 et l'un des principaux animateurs de la Table ronde sur les finances publiques vaudoises en 1999,.
De 2003 à 2007, il est conseiller national puis, dès le 11 novembre 2007, conseiller aux États pour le canton de Vaud. Il est ainsi le deuxième écologiste à accéder au Conseil des États en Suisse après Robert Cramer, élu lors du premier tour déjà, le 21 octobre. Il faisait partie de cinq commissions parlementaires : affaires extérieures, sécurité, affaires juridiques, commission judiciaire et commission de rédaction. En 2005, il émeut l’Assemblée fédérale en parlant de son handicap pour soutenir l’introduction du dépistage préimplantatoire en Suisse et influence profondément les débats (« J’en appelle à vous au nom de ces enfants qui, comme moi, auraient préféré ne pas naître »).
Il est nommé candidat officiel des Verts lors de l'élection au Conseil fédéral de décembre 2007, puis de décembre 2008. Ces candidatures étaient cependant uniquement destinées à faire un écran de fumée[pas clair], vu que Luc Recordon a retiré sa candidature dans les minutes précédant le vote[réf. nécessaire].
Lors des élections fédérales de 2011, il arrive en seconde place pour l'élection au Conseil des États, derrière sa colistière socialiste Géraldine Savary, mais sans obtenir la majorité absolue. À l'issue du second tour, qui a lieu le 13 novembre, il est réélu aux côtés de la candidate socialiste avec près de 72 000 voix, soit 51 % des suffrages[réf. nécessaire].
Lors des élections fédérales de 2015, il se représente au Conseil des États avec sa colistière Géraldine Savary, et arrive 2e au 1er tour le 18 octobre. Au 2e tour, le 8 novembre, il récolte 74 972 suffrages et arrive derrière l’unique candidat de droite pour ce second tour, le libéral-radical Olivier Français, qui obtient 78 068 suffrages. Luc Recordon n'est donc pas réélu. 
Luc Recordon aurait pu siéger au Conseil national pour la 50e législature avec Daniel Brélaz, car il était arrivé 13e, avec 38 199 votes. Il a néanmoins préféré céder sa place à Adèle Thorens Goumaz, arrivée juste derrière lui sur la liste des verts, pour ne pas faire barrage à celle qu'il décrit comme une jeune femme brillante qui s'est engagée de manière extrêmement forte au conseil national lors de la 49e législature. Le 8 novembre 2015, il annonce qu’il se retire de la vie politique au niveau national, mais qu'il entend néanmoins continuer à œuvrer pour sa commune en se déclarant disposé à se porter candidat pour les élections communales de 2016 à Jouxtens-Mézery, à la municipalité,. Il y sera élu. En janvier 2021, il annonce qu'il ne se représentera pas pour nouveau mandat et qu'il met fin, à tous les niveaux cette fois, à sa carrière politique.

### Engagements associatifs
Luc Recordon est président de la société Coopérative Tunnel-Riponne, président de l’assemblée générale de l’Association vaudoise d’établissements médico-sociaux à Pully. Il est également membre du conseil d’administration de la Banque cantonale vaudoise, de Clavel SA à Berne et de Swiss éducation group SA à Lausanne.

## Publications
- Anne-Catherine Menétrey-Savary (dir.), Raphaël Mahaim (dir.) et Luc Recordon (dir.), Tumulte postcorona : les crises, en sortir et bifurquer, Éditions d'en bas, 2020 (ISBN 9782829006173).
- Alec Feuz (préf. Luc Recordon), Affaire classée : ATTAC, Securitas, Nestlé, Éditions d'en bas, 2009 (ISBN 9782829003844).